# Sovietsky (fromage)

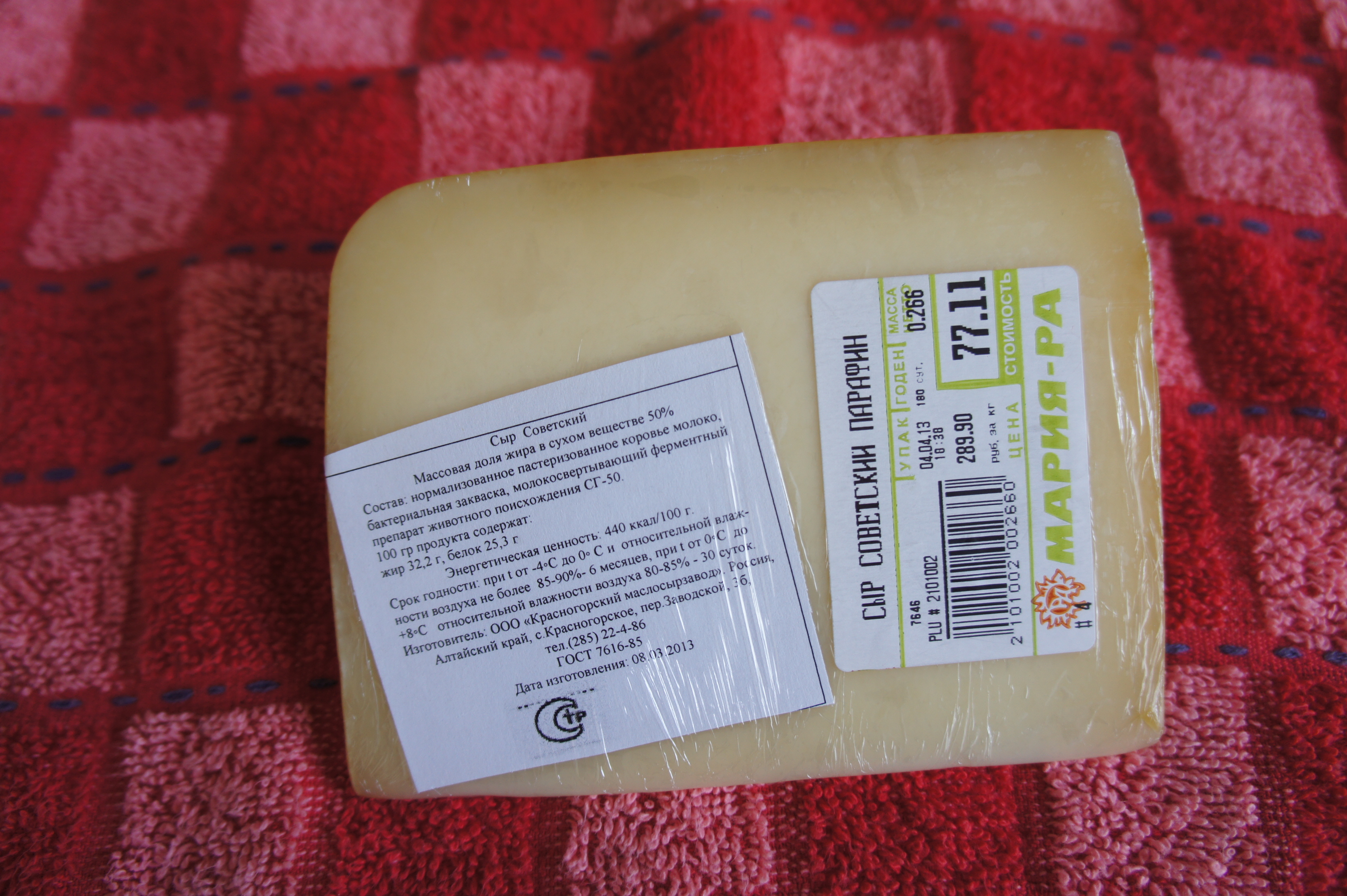
Sovietsky.

Le sovietsky (ce qui signifie « soviétique ») est une variété de fromage originaire de l'ancienne URSS et plus particulièrement de l'Altaï. Ce fromage à pâte cuite est uniquement fait à partir du lait de vache.

## Histoire
Déjà à la fin du XIXe siècle, des producteurs de fromage de l'Altaï s'efforcent de mettre au point un fromage proche de recettes suisses. Mais l'emprunt ne porte pas ses fruits dans ces régions montagneuses et l'on s'oriente vers des procédés locaux. Ce n'est que dans les années 1930 que des fabriques de fromages d'État, notamment celle du village d'Aïa et celle du village de Kouïagan dans le raïon d'Altaïskoïe du kraï de l'Altaï, se lancent dans une production systématique sous la houlette de Dmitri Anatolievitch Granikov. À partir de 1932, toutes les fabriques fromagères de l'Altaï se mettent à produire du sovietsky. Depuis 2011, il bénéficie d'une appellation contrôlée et seules certaines fabriques de l'Altaï sont habilitées à le produire

## Caractéristiques
À la différence du fromage de type suisse, le sovietsky est préparé à base de lait pasteurisé, avec un affinage court de trois ou quatre mois. Il se présente sous une forme triangulaire et non pas de meule comme le fromage suisse. Sa longueur est de 48 à 50 cm, sa largeur de 18 à 20 cm, sa hauteur de 12 à 18 cm et sa matière grasse atteint 50 % ; il n'a pas plus de 42 % d'humidité.
Sa saveur est douce et épicée à l'aromate particulier. Sa texture est plastique et à la coupe il montre des yeux (trous) ronds ou ovales. La couleur de ce fromage est jaune pâle.